# Homme au bain (Caillebotte)
L'Homme au bain est un tableau de Gustave Caillebotte réalisé en 1884 et conservé au musée des beaux-arts de Boston. Il mesure 144,8 cm de hauteur sur 114,3 cm de longueur. Le musée des beaux-arts de Boston détient l'œuvre depuis juin 2011, lorsqu'il l'acquit pour un montant de près de 17 millions de dollars. Le musée a revendu huit tableaux au cours de deux ventes aux enchères pour acquérir l’Homme au bain. Cette vente a suscité des controverses, car elle concernait des œuvres, certes mineures, mais de peintres plus connus (Renoir, Gauguin, Sisley, Pissarro, etc.)

## Histoire
Cette toile a été composée en 1884 et exposée en 1888 à Bruxelles à l'« exposition des Vingt », mais les organisateurs, à cause du traitement trop vériste du sujet, décident de ne pas la montrer au simple public, mais aux experts, dans une autre salle.
Après la mort en 1894 de l'artiste, la toile est en possession de la famille de son frère Martial, dont les descendants, la famille Chardeau, la vendent en 1967 à la galerie Lorenceau de Paris. Elle est revendue la même année au collectionneur Samuel Josefowitz (demeurant à Lausanne). Elle est achetée en juin 2011 par le musée des beaux-arts de Boston.
Ce tableau est le pendant de L'Homme s'essuyant la jambe (1884) figurant le même homme dans la même salle de bains avec sa baignoire en cuivre et sa chaise paillée.